# Zoltán Dani
Zoltán Dani (Kovin, 23 luglio 1956) è un ufficiale serbo, membro dell'Esercito Jugoslavo e noto per essere stato al comando batteria anti-aerea della 250ᵃ Brigata Missilistica che abbatté un F-117 dell'USAF con un missile S-125 durante la Guerra del Kosovo.
Al 2021 è l'unico caso di abbattimento confermato di un velivolo stealth.

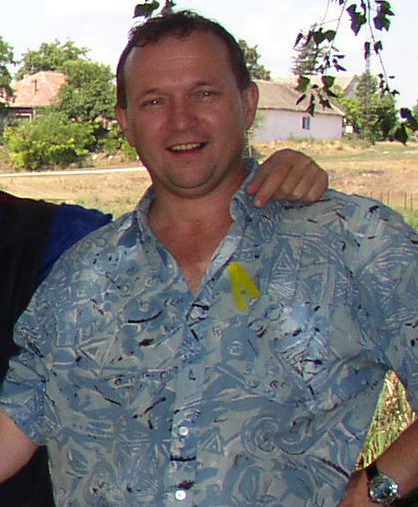
Zoltán Dani

## Biografia
Zoltán Dani, di etnia ungherese (in ungherese: Dani Zoltán), è un ex colonnello dell'esercito iugoslavo e fu il comandante della III batteria (composta da 200 uomini) della 250.ma Brigata Missilistica (antiaerea) che, durante il bombardamento della Jugoslavia da parte della NATO, riuscì ad abbattere un F-117 Nighthawk della USAF, vicino al villaggio di Buđanovci, il 27 marzo 1999).
Ha terminato il servizio attivo nelle Forze Armate il 01 settembre 2004 ed ha intrapreso l'attività di panettiere nel villaggio nativo di Skorenovac. Ogni anno, il 27 marzo, nell'anniversario dell'abbattimento dell'F-117, Dani riunisce i suoi ex commilitoni della III batteria della 250.ma Brigata Missilistica jugoslava ed offre loro una torta a forma dell'aereo abbattuto..
Nel 2022 si è candidato nelle file del Partito Socialista di Serbia per le elezioni politiche ed il 01 agosto 2022 ha assunto la carica di parlamentare.
Dani ha preso parte al film documentario The Second Meeting, dove ha incontrato Dale Zelko, il pilota dell'F-117 che aveva abbattuto.

## La conduzione della guerra
Secondo quanto dichiarato poi alla stampa dallo stesso Zoltán Dani, l'abbattimento del moderno (e "invisibile") aereo NATO fu un risultato ottenuto applicando una ben precisa strategia di difesa contro lo strapotere tecnologico nemico. L'aereo venne abbattuto usando un vecchio missile (modificato) di fabbricazione sovietica SA-3 Goa, un vecchio modello di radar (detto "Knife Rest") e una ben studiata tattica. Questa tattica includeva un addestramento completo per la truppa, uso di metodi tradizionali di comunicazione telefonica via cavo, per evitare di essere facilmente intercettati e individuati dal nemico in volo, accorgimenti vari, tra cui veloci informazioni fornite da spie con base attorno agli aeroporti italiani che segnalavano il decollo degli aerei statunitensi, e che permettevano un ridotto utilizzo dei radar per evitare la possibilità della loro scoperta tramite i dispositivi per la guerra elettronica in cui la NATO era superiore, continui spostamenti delle postazioni missilistiche che ne rendevano difficile la localizzazione.).
Dani afferma di aver abbattuto con la stessa tecnica anche un F-16, anche se la NATO dichiara di averlo perso per cedimento meccanico.